# Sei concerti, Op. 6 (Vivaldi)
I Sei concerti per violino principale, archi e basso continuo sono delle composizioni scritte presumibilmente attorno al 1713-1715, che costituiscono l'opus 6 di Antonio Vivaldi.
- Concerto No. 1 in Sol minore, RV 324

1. Allegro
2. Grave
3. Allegro

- Concerto No. 2 in Mi bemolle maggiore, RV 259

1. Allegro
2. Largo
3. Allegro

- Concerto No. 3 in Sol minore, RV 318

1. Allegro
2. Adagio
3. Allegro

- Concerto No. 4 in Re maggiore, RV 216

1. Allegro
2. Adagio
3. Allegro

- Concerto No. 5 in Mi minore, RV 280

1. Allegro
2. Largo
3. Allegro

- Concerto No. 6 in Re minore, RV 239

1. Allegro
2. Largo
3. Allegro